# 2003年10月中国大陆

## 10月5日
- 中国共产党中央委员会、中华人民共和国国务院发出《关于实施东北地区等老工业基地振兴战略的若干意见》。

## 10月14日
- 中共十六届三中全会召开，会议提出“坚持以人为本，树立全面、协调、可持续的发展观，促进经济社会和人的全面发展”为核心的科学发展观[1]。

## 10月15日
- 10月15日至10月16日，神舟五号载人飞船成功升空并安全着陆。中国成为世界上第三个独立掌握载人航天技术的国家[2]。